# 万贝
万贝（法語：Woimbey，法語發音：[wɛ̃bɛ]）是法国默兹省的一个市镇，位于该省中部，属于科梅尔西区。

## 地理
万贝（48°58'33"N, 5°28'2"E）面积15.3 平方千米，位于法国大東部大區默兹省，该省份为法国西北部内陆省份，北与比利时接壤，西接马恩省和阿登省，南至上马恩省和孚日省，东临默尔特-摩泽尔省。
与万贝接壤的市镇（或旧市镇、城区）包括：巴农库尔、布克蒙、默兹河畔拉克鲁瓦、拉艾梅、蒂永布瓦、特鲁瓦永。
万贝的时区为UTC+01:00、UTC+02:00（夏令时）。

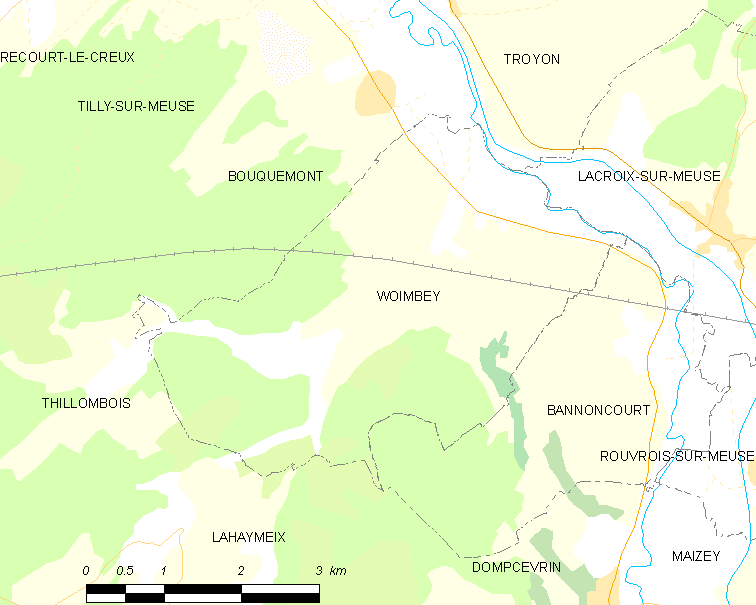
万贝的OSM定位图

## 行政
万贝的邮政编码为55300，INSEE市镇编码为55584。

## 政治
万贝所属的省级选区为默兹河畔迪约县。

## 交通
默兹省省道D34线和D121线在万贝交汇。
法国高速铁路东线经过境内但未设站。

## 人口

1962-2008年间万贝人口变化图示

万贝于2022年1月1日时的人口数量为130人。